# René Travert
Pour les articles homonymes, voir Travert.
René Travert, né à Réville (Manche) le 14 octobre 1919 et mort le 5 octobre 2016 à Cherbourg-en-Cotentin, est un éleveur et homme politique français. Il a notamment été sénateur de la Manche de 1968 à 1992.

## Biographie
Maire de Réville et conseiller général de Quettehou à partir de 1955, il devient sénateur de la Manche à compter du 17 juin 1968 en remplacement d'Henri Cornat (décédé) dont il était le suppléant, inscrit au groupe des Républicains indépendants. Réélu en 1974 et en 1983, il ne se représente pas aux sénatoriales de 1992. De même, il n'est pas candidat à sa succession sur le canton de Quettehou en 1994.